# Martha Vasconcellos
Martha Vasconcellos, tên khai sinh là Martha Maria Cordeiro Vasconcellos (sinh ngày 18 tháng 6 năm 1948) là một nữ hoàng sắc đẹp của Brasil. Bà là người phụ nữ Brazil thứ hai và người phụ nữ Mỹ Latinh thứ năm đoạt danh hiệu Hoa hậu Hoàn vũ khi đăng quang danh hiệu Hoa hậu Hoàn vũ 1968. Bà là người bang Bahia.
Sau khi giành chiến thắng, bà tham dự các hoạt động xã hội và từ thiện của một Hoa hậu Hoàn vũ và sống tại thành phố New York trong nhiệm kỳ của mình. Sau đó, bà trở về Brazil và kết hôn với người yêu. Cuộc sống riêng tư của bà khá trầm lặng và ít khi thấy bà xuất hiện trước công chúng. Bà hiện đã có hai người con là Leonardo và Leilane, hai người cháu là Felipe và Guih